# 아드난 카슈끄지

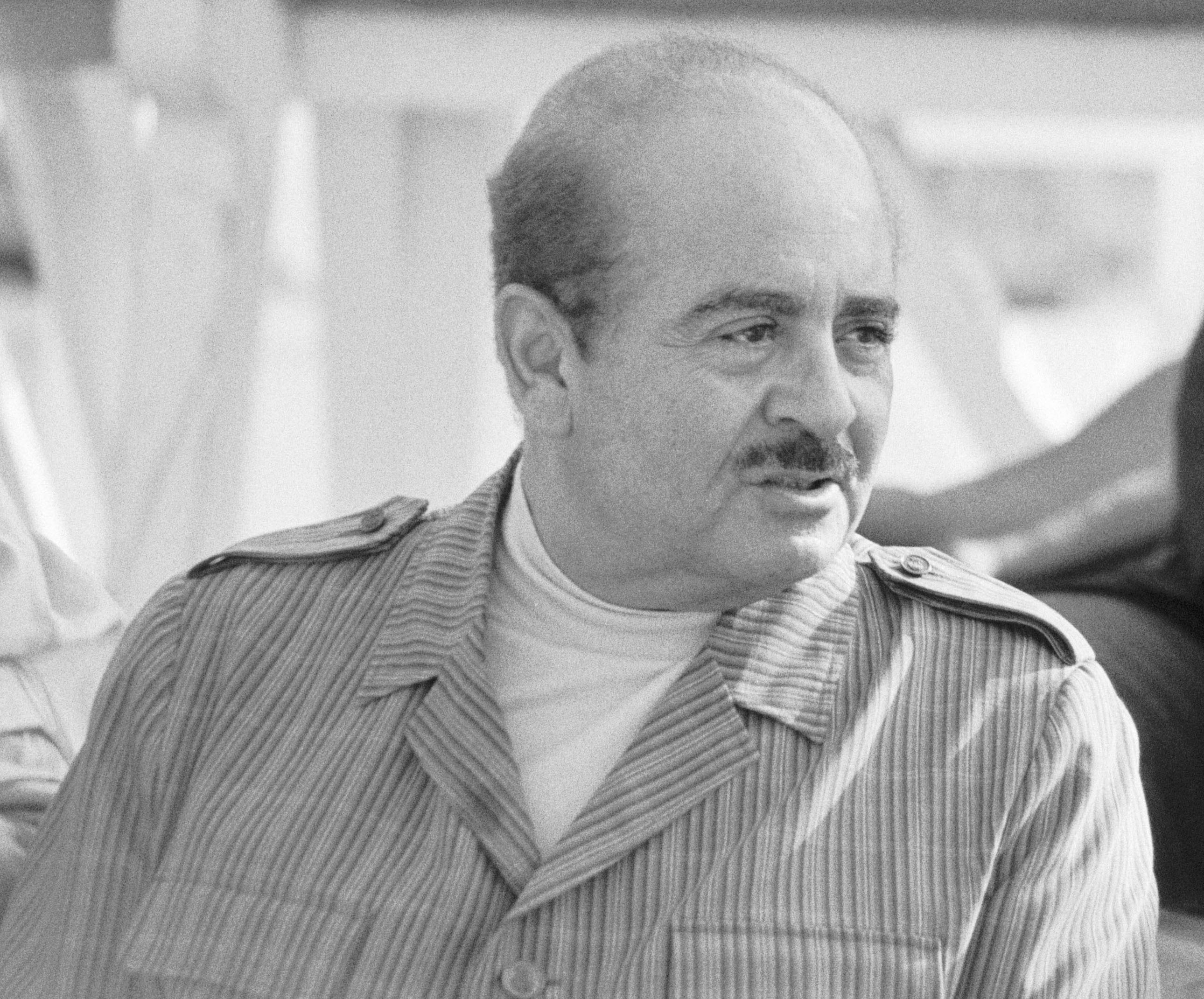
아드난 카슈끄지

아드난 카슈끄지(아랍어: عدنان خاشقجي, 1935년 7월 25일 ~ 2017년 6월 6일)는 사우디아라비아의 무기 상인이다. 1980년대 초반, 100억 미국 달러의 자산으로 세계에서 가장 부유한 사람 중의 하나로 알려졌다.
파킨슨병을 치료하던 중 2017년 6월 6일 영국 런던에서 82세를 일기로 숨졌다.

## 같이 보기
- 린다 김 (김귀옥)